# Autoroute espagnole S-10
Pour les articles homonymes, voir S10.
La S-10 est une voie rapide urbaine qui permet d'accéder à Santander depuis l'A-8 en venant de l'est (Bilbao, Saint Sébastien...).
L'A-8 entre Solares et Santander va être déclasser en S-10 une fois que la section entre Solares et Torrelavega qui va contourner l'agglomération sera construite.
Elle va se détacher de l'A-8 au sud-est de l'agglomération et va croiser la S-30 et l'A-67 avant de desservir l'Aéroport de Santander ainsi que le Port de Santander pour les ferry à destination de Plymouth (Angleterre).

Elle double l'ancienne route nationale N-635.
D'une longueur de 16 km environ, elle relie l'A-8 au sud-est de l'agglomération et le Port de Santander sur le prolongement de l'Avenida de Parayas

Elle est composée de 11 échangeurs jusqu'au port.

## Tracé
- Elle débute au sud-est de Santander où elle va bifurquer avec l'A-8 en provenance de Bilbao.
- Elle dessert toutes les communes du sud de l'agglomération (San Salvador, Maliano...) mais aussi l'Aéroport de Santander et les zones industrielles de la ville.
- Elle croise ensuite l'A-67 pour ensuite desservir le port de marchandise et sur le prolongement de l'Avenida de Parayas le port passager pour les ferry à destination de l'Angleterre (Plymouth).

## Sorties
| Numéro de la sortie | Nom de la sortie                                                   | Bifurcation         |
| ------------------- | ------------------------------------------------------------------ | ------------------- |
|                     | Port de Santander, Torrelavega, Asturies, Palencia, Burgos, Madrid | A-67                |
| 02                  | Zones industrielles et Port de Plaisance                           |                     |
| 03                  | Centre Commercial, Aéroport de Santander                           | N-636               |
| 04                  | Maliano                                                            |                     |
|                     | Tunnel de Maliano                                                  |                     |
| 05                  | Maliano Sud, Zone Industrielle La Cerrada                          |                     |
| 06                  | El Astillero, Guarnizo, Astander                                   |                     |
|                     | Tunnel de El Astillero                                             |                     |
| 07                  | Pontejos Pedreña Somo                                              | CA-141              |
| 08                  | San Salvador Sarón                                                 | N-635 , CA-142      |
|                     | Solia A-67 S-20                                                    | S-30                |
| 11                  | Heras, Pedreña                                                     | N-635 , CA-145      |
| 13A                 | Solares                                                            | N-635               |
| 13B                 | Torrelavega, Asturies                                              | N-635 (future A-8 ) |
|                     | Direction Bilbao par l'A-8                                         | A-8                 |

### Référence
- Nomenclature